# Dyrøya (Troms)
Dyrøya est une île habitée du comté de Troms, sur la côte de la mer de Norvège. L'île fait partie la municipalité de Dyrøy.

## Description
L'île de 53 km2 est située entre la grande île de Senja et le continent norvégien. Le détroit de Dyrøysundet se trouve à l'est de l'île (vers le continent) et le Tranøyfjorden se trouve au nord et à l'ouest (vers Senja). L'île d'Andørja se trouve à environ 7 kilomètres (4,3 mi) au sud de Dyrøya.
L'île est reliée au continent par le Dyrøy Bridge (en), ouvert en 1994, à l'est du village de Brøstadbotn. La plus grande zone de village de l'île se trouve sur la partie centrale de la côte est de Dyrøya, y compris Holm, où se trouve Dyrøy Church (en) datant de 1880.

## Historique
Pendant la Seconde Guerre mondiale, l'île de Dyrøya fut utilisée comme position de canons d'artillerie côtière par des prisonniers russes de l'Organisation Todt pour avoir une vue d'ensemble du Tranøyfjorden.

## Galerie

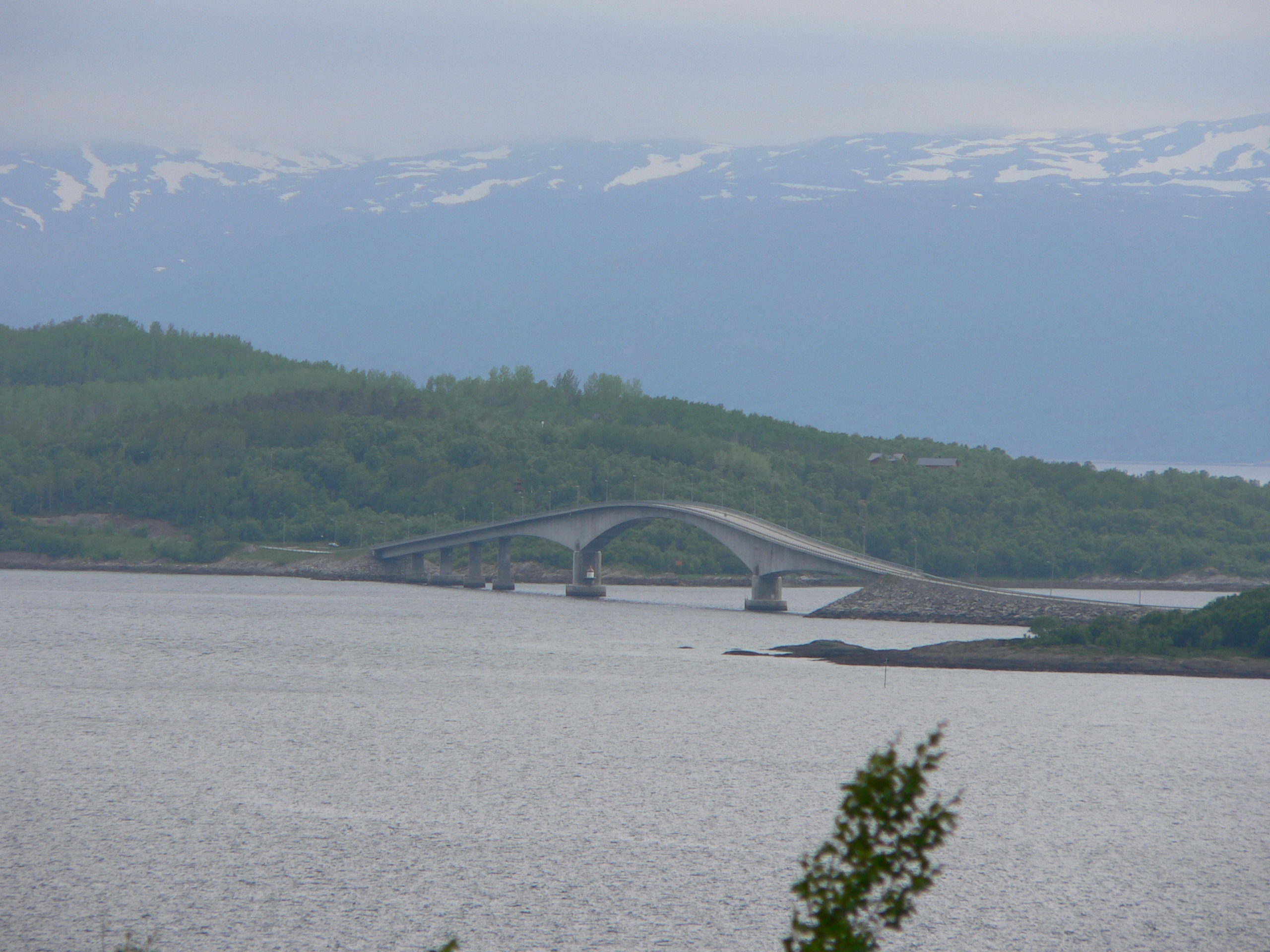
Pont de Dyrøy
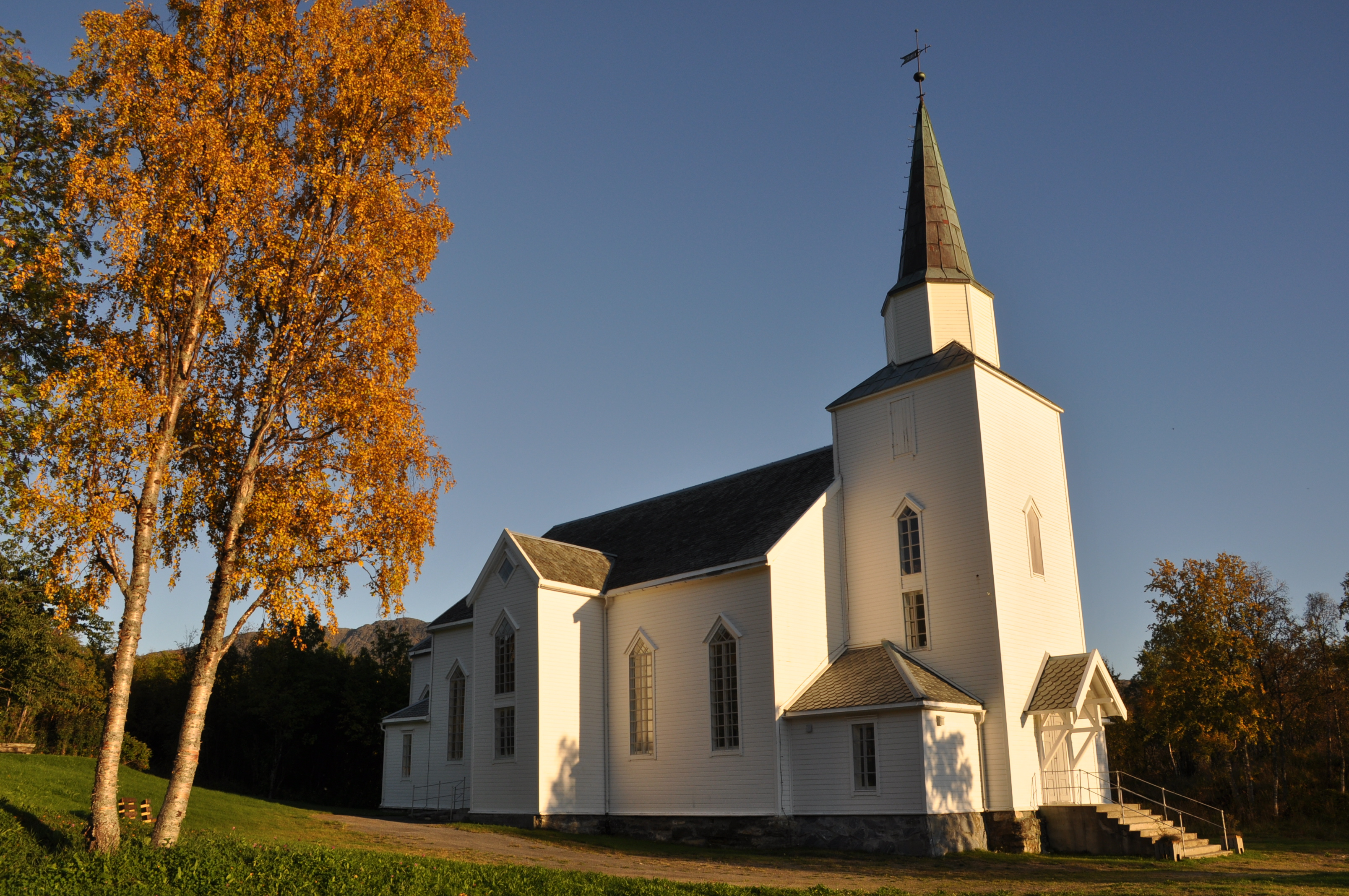
Église de Dyroy
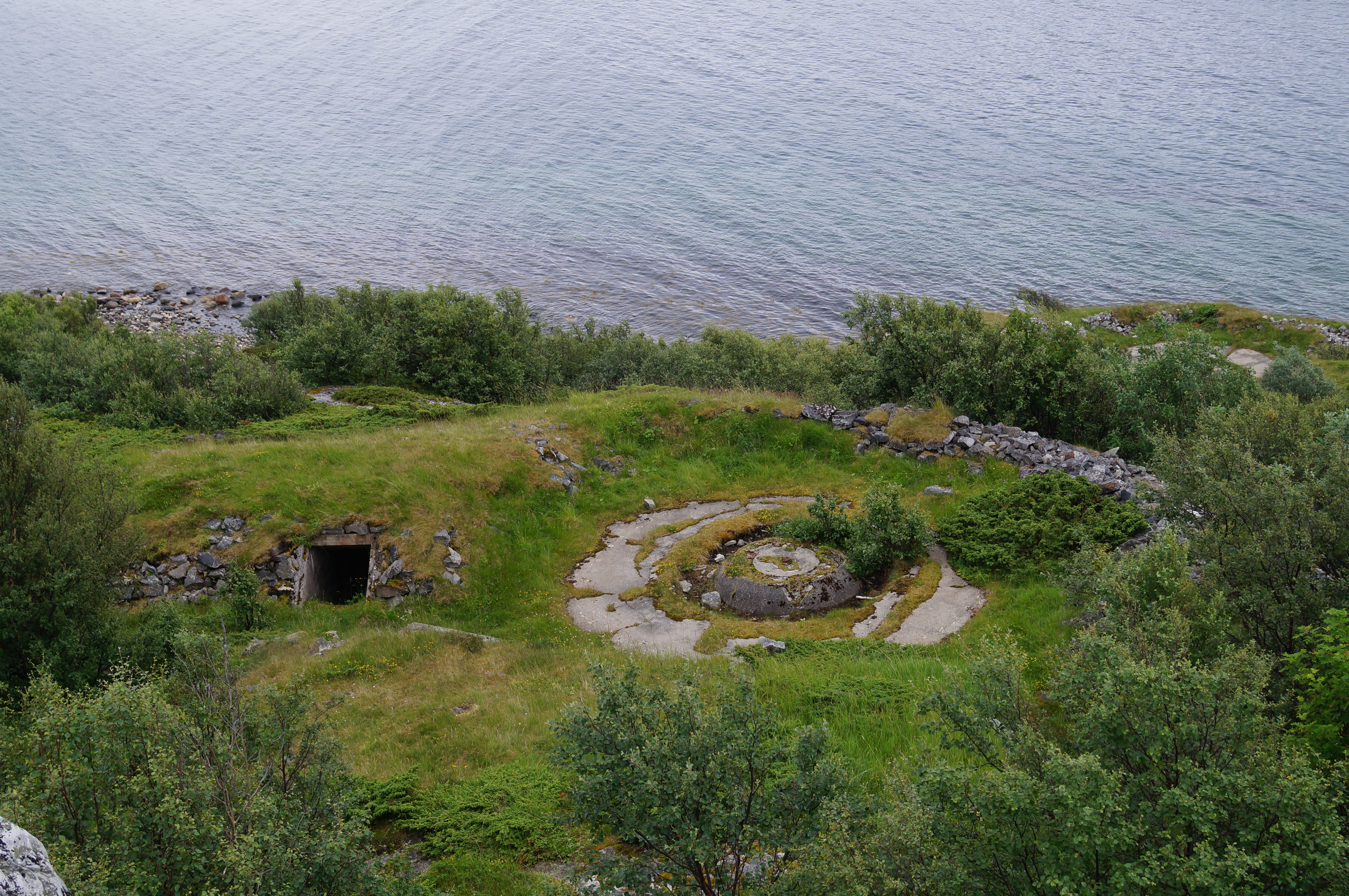
Vestiges de batterie côtière